# Londoner Konferenzen (1847)
Die Londoner Konferenzen (1847) bestanden aus zwei thematisch gleichgelagerten Tagungen, aus denen sich der Bund der Kommunisten herausschälte.
Auf der ersten Konferenz des Bundes der Gerechten (Anfang Juni 1847) wurden die gewonnenen Erkenntnisse von Friedrich Engels und Wilhelm Wolff vertreten. Der von Karl Marx geprägte Kampfruf „Proletarier aller Länder, vereinigt euch!“ wurde zur Losung des Bundes, der sich in „Bund der Kommunisten“ umbenannte. Der Entwurf neuer Statuten dieses Bundes wurde beraten.
Auf der zweiten Konferenz des Bundes vom 29. November bis 8. Dezember 1847 wurden die ausgearbeiteten Statuten diskutiert und beschlossen sowie Marx und Engels mit der Ausarbeitung eines Manifestes beauftragt (→ Manifest der Kommunistischen Partei).